# V12

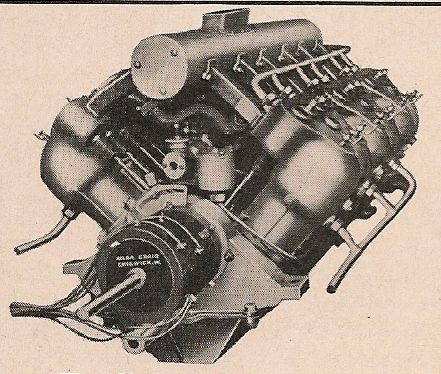
Motor V12 del 1904 per vaixell de carreres de Craig-Dörwald

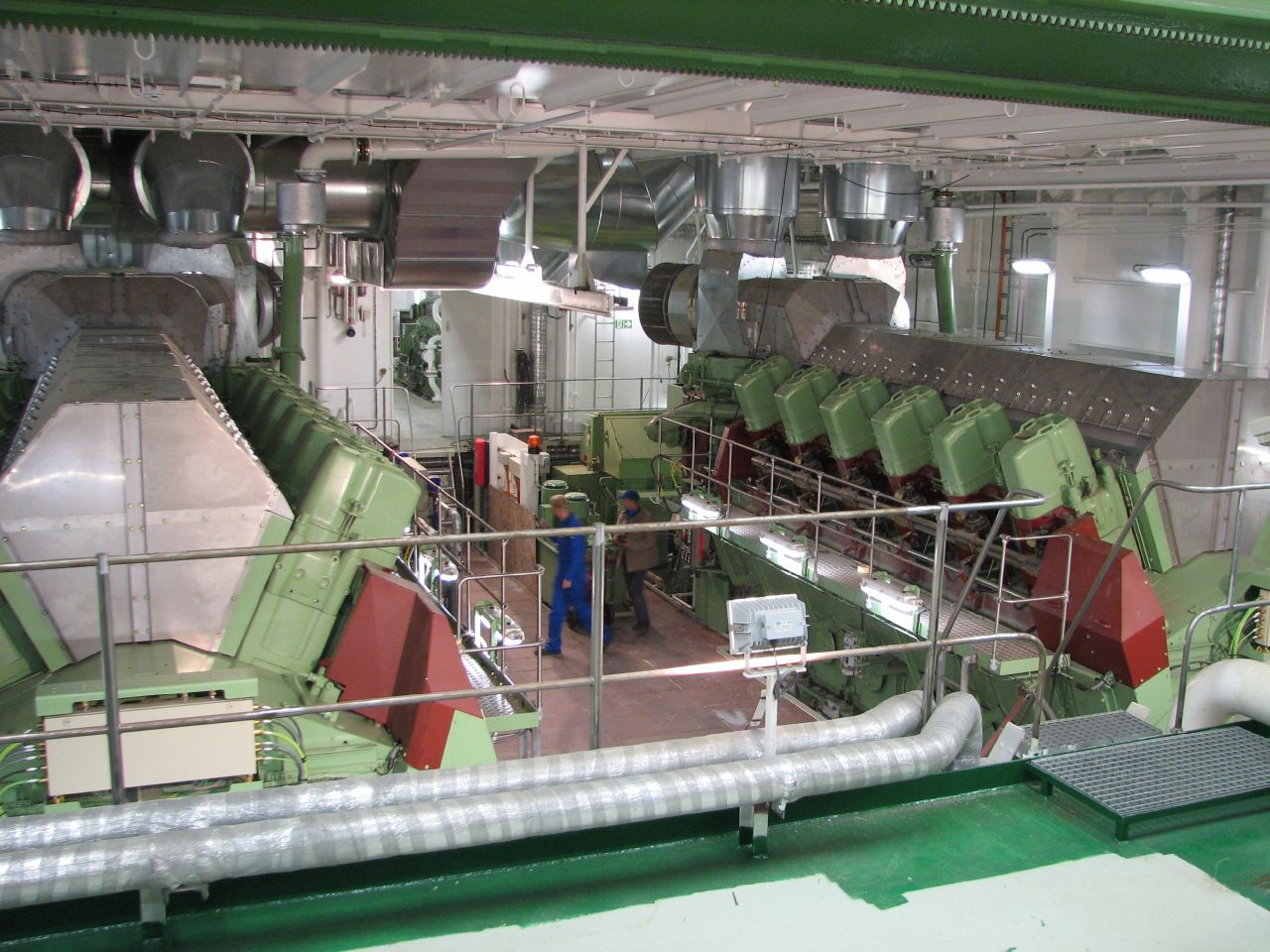
Dos grans motors marins V12

Un motor V12 és un motor de pistons de dotze cilindres on dos bancades de sis cilindres estan disposats en una configuració en V al voltant d'un cigonyal comú. Els motors V12 són més comuns que els motors V10. No obstant això, són menys comuns que els motors V8.
El primer motor V12 es va construir l'any 1904 per utilitzar-lo en vaixells de competició. A causa de la naturalesa equilibrada del motor i el lliurament suau de la potència, es van incorporar motors V12 als primers automòbils, vaixells, avions i tancs de luxe. Els motors d'avions V12 van assolir el seu apogeu durant la Segona Guerra Mundial, després de la qual van ser substituïts principalment per motors de reacció. A les curses de Fórmula 1, els motors V12 eren habituals a finals de la dècada de 1960 i principis dels noranta.
Les aplicacions dels motors V12 al segle XXI han estat com a motors marins, en locomotores de ferrocarril, com a gran potència estacionària, així com en alguns cotxes esportius i de luxe europeus.

## Història
El 1889, Daimler va construir el primer motor en V (un disseny de doble V), i, el 1903, Antoinette va construir el primer motor V8. El 1904, Putney Motor Works els va seguir amb el primer motor V12 que va ser construït a Londres pel seu ús en vaixells de carreres. Conegut després com el motor "Craig-Dörwald", el motor V12 es basava en el motor de dos cilindres existent de Putney amb un disseny de capçal pla, un angle en V de 90 graus i un càrter d'alumini.